# (18602) Lagillespie
(18602) Lagillespie (1998 BX12) – planetoida z pasa głównego asteroid okrążająca Słońce w ciągu 3,78 lat w średniej odległości 2,42 j.a. Odkryta 23 stycznia 1998 roku.